# 白永伦
白永伦（1902年—1941年），蒙古名好日劳，蒙古族，昭烏達盟克什克腾旗（今属内蒙古自治区赤峰市）白岔苇莲沟人，内蒙古人民革命党高级领导人、革命者。中華民國大陸時期內蒙古政治人物。

## 生平
白永伦生于1902年。自幼父母双亡，由叔叔和哥哥抚养长大。毕业于经棚萃英小学，后经乐景涛选送至北京蒙藏学校学习。1926年，赴莫斯科东方大学留学，在校期间获得过向警予的帮助与培养，成绩良好。
1927年8月，受共产国际派遣，白永伦、云泽、云润、乌力吉敖其尔、白海风等人赴蒙古人民共和国乌兰巴托参加了内蒙古人民革命党第二次代表大会。会上，白云梯、郭道甫受到批判。白永伦在会上当选为内蒙古人民革命党中央常务委员会委员兼秘书长。
会后，内蒙古人民革命党总部的经费严重困难。当时，内蒙古人民革命党总部经费由共产国际提供，经费很少。郭道甫在呼伦贝尔盟组织起义失败之后，两、三百“难民”逃到乌兰巴托靠内蒙古人民革命党接济度日。这样就使内蒙古人民革命党总部经费高度紧张。总部乃将仅有的5辆汽车卖掉了2辆，所得资金用来维持。后来，总部组织了一支演出队，由白永伦编剧，白音巴特尔（内蒙古人民革命党代理常务委员，察哈尔正红旗人）导演，乌力吉敖其尔售票，从乌兰巴托剧院借调了3位女演员，演出反映内蒙古革命的话剧。演出十多场后，十分轰动，票价由1元升至7元，从而赚取了几千元钱，帮总部度过了财政危机。
1932年，内蒙古人民革命党总部计划自乌兰巴托迁回内蒙古，初步选择落户于经棚。白永伦受内蒙古人民革命党委派，先遣克什克腾旗开展工作。白永伦以第一小学教员的身分作为掩护，经一年多时间，在克什克腾旗发展了内蒙古人民革命党党员80多人。期间，白永伦和克什克腾旗旗长阿拉腾额齐尔的女儿斯尔基莫得格结婚。白永伦常同陈荣久（又名陈震华，时任内蒙古人民革命党克什克腾旗支部负责人）、汪瀛洲等人开秘密会议，听取汇报并部署工作。
1936年9月，白永伦准备回乌兰巴托述职，但因途中盘查很紧，乃在中途作罢。1937年，白永伦患肺病，为了治病及开展工作，经哈丰阿推荐，白永伦赴开鲁的满洲国兴安西省行政公署任科长，并以该身份作为掩护，同哈丰阿、张寓恩、乌力吉敖其尔、吴树德等人往来，有时还开秘密会议。1939年，白永伦调往鲁北任旗公署总务科长时，肺病复发。1941年，白永伦赴满洲国新京（今长春）医治无效，回到克什克腾旗于经棚病逝，享年40岁。